# Fu’ad al-Mubazza
Fu’ad al-Mubazza, Fouad Mebazaa (arab. فؤاد المبزع, Fuʾād al-Mubazzaʿ; ur. 15 czerwca 1933 w Tunisie, zm. 23 kwietnia 2025) – tunezyjski polityk, były minister i ambasador, w latach 1997–2011 przewodniczący Izby Deputowanych, w 2011 pełniący obowiązki prezydenta Tunezji.

## Życiorys
Ukończył prawo i nauki ekonomiczne na Uniwersytecie Paryskim w Paryżu. W działalność polityczną zaangażował się jeszcze przed uzyskaniem niepodległości przez Tunezję w 1956. W 1947 wstąpił w szeregi „młodzieży konstytucyjnej”. W 1954 został członkiem oddziału partii Neo Destour w Aix-en-Provence i Marsylii, która odgrywała główną rolę w ruchu niepodległościowym. W 1955 został sekretarzem generalnym Neo Destour w tunezyjskim mieście La Marsa, a rok później przewodniczącym partii w Montpellier.
Już po uzyskaniu niepodległości przez Tunezję, w 1961 objął stanowisko attaché w gabinecie sekretarza stanu zdrowia publicznego i spraw społecznych. Od 1962 do 1964 był szefem gabinetu sekretarza stanu ds. rolnictwa. W latach 1964–1965 oraz ponownie w latach 1967–1969 pełnił funkcję dyrektora ds. młodzieży i sportu. Od 1965 do 1967 był dyrektorem ds. bezpieczeństwa narodowego.
W latach 1969–1973 sprawował urząd mera Tunisu, a od 1975 do 1980 mera miasta Al-Marsa. W latach 1973–1978 zajmował stanowisko ministra młodzieży i sportu, a następnie ministra zdrowia (1978–1979) oraz ministra kultury i informacji (1979–1981). Po tym czasie był ambasadorem Tunezji przy biurze ONZ w Genewie (1981–1986). W latach 1985–1986 zajmował urząd przewodniczącego Komitetu Wykonawczego ds. Uchodźców. Od 1986 do 1987 pełnił funkcję ambasadora Tunezji w Maroku.
Po objęciu władzy przez prezydenta Zajna al-Abidina ibn Alego wstąpił do założonego przez niego Zgromadzenia Demokratyczno-Konstytucyjnego. W latach 1987–1988 ponownie zajmował stanowisko ministra młodzieży i sportu. Od 1995 do 1998 był merem Kartaginy.
W 1964 został po raz pierwszy deputowanym do parlamentu. Mandat ten sprawował kilkakrotnie, w latach 1964–1965, 1974–1981 oraz od 1995. 14 października 1997 objął funkcję przewodniczącego Izby Deputowanych.
15 stycznia 2011 Rada Konstytucyjna ogłosiła go pełniącym obowiązki szefa państwa po tym, jak dzień wcześniej prezydent Zajn al-Abidin ibn Ali zrezygnował z władzy pod wpływem masowych protestów społecznych i opuścił kraj. 14 stycznia 2011 obowiązki p.o. prezydenta przejął na krótko premier Muhammad al-Ghannuszi, który stwierdził, że prezydent Zajn al-Abidin ibn Ali jest tymczasowo niezdolny do wykonywania obowiązków. 15 stycznia 2011 Rada Konstytucyjna stwierdziła definitywne opróżnienie urzędu prezydenta i zgodnie z art. 57 konstytucji mianowała pełniącym obowiązki szefa państwa przewodniczącego parlamentu, który zgodnie z przepisami był zobligowany do organizacji wyborów prezydenckich w terminie od 45 do 60 dni od tej daty. Jeszcze tego samego dnia został zaprzysiężony i powierzył premierowi al-Ghannusziemu misję utworzenia rządu jedności narodowej.
Obowiązki prezydenta pełnił do grudnia 2011. 12 grudnia 2011 nowo powołane Zgromadzenie Konstytucyjne wybrało na urząd szefa państwa Al-Munsifa al-Marzukiego, który następnego dnia został oficjalnie zaprzysiężony.